# Jean Straetmans
Jean Louis Straetmans, bijgenaamd Cabiche, (Sint-Pieters-Woluwe, 26 september 1931, aldaar 9 oktober 2016) is een Belgisch voormalig voetballer die speelde als aanvaller. Straetmans voetbalde vijf interlandwedstrijden met het Belgisch voetbalelftal hoewel hij nooit in Eerste klasse speelde.

## Loopbaan
Straetmans werd geboren in Sint-Pieters-Woluwe waar zijn vader Gustave een schildersbedrijf had en zijn moeder een café tegenover het terrein van White Star Woluwe AC uitbaatte.Zijn vader speelde trouwens ook een paar wedstrijden in tweede afdeling met White Star in 1927.
Straetmans doorliep de jeugdreeksen van White Star en debuteerde in 1949 als aanvaller in de eerste ploeg die op dat moment in Tweede klasse voetbalde. Hij verwierf onmiddellijk een vaste basisplaats in de ambitieuze ploeg die haar in 1947 verloren plaats in de hoogste nationale afdeling opnieuw wilde innemen. Straetmans viel op als een vlotte doelpuntenmaker en de ploeg eindigde de eerste seizoenen telkens in de top van de rangschikking van Tweede klasse. In 1951 en 1953 werd de promotie slechts op de laatste speeldag gemist.
Zijn topseizoen was ongetwijfeld het seizoen 1952-53 toen hij zesmaal geselecteerd werd voor het Belgisch voetbalelftal waarin onder meer Rik Coppens en Léopold Anoul speelden. In totaal voetbalde Straetmans in dat seizoen vier wedstrijden voor de nationale ploeg en scoorde daarin twee doelpunten. In de met 2-3 gewonnen kwalificatiewedstrijd voor het Wereldkampioenschap voetbal 1954 tegen Zweden had Straetmans door het scoren van een doelpunt een groot aandeel in de overwinning waardoor België naar Zwitserland mocht gaan. Op het einde van de wedstrijd liep Straetmans een zware spierblessure op zodat hij niet kon deelnemen aan het wereldkampioenschap.
Na een lange revalidatie bereikte Straetmans in 1956 terug zijn topniveau en zijn club White Star eindigde na enkele mindere jaren terug in de top van de rangschikking in Tweede klasse. Hij voetbalde, na een onderbreking van bijna drie jaar, nog een laatste wedstrijd voor de nationale ploeg maar kon hierin niet scoren. In totaal werd hij zevenmaal geselecteerd voor de Rode Duivels en speelde hij vijf interlandwedstrijden voor de ploeg.
Straetmans bleef de ster van zijn ploeg en charmeerde RSC Anderlecht dat in 1958 een bod op hem deed. Hij mocht echter niet vertrekken van zijn voorzitter. In 1959 viel Straetmans bij het schilderen van een acht meter hoge stelling waardoor hij zijn rechterhiel brak. Straetmans was lange tijd buiten strijd en bereikte nadien nooit nog het niveau dat hij voor zijn val had. Hij bleef bij White Star, dat afgezakt was tot een middenmoter in Tweede klasse, voetballen.
In 1963 fuseerden White Star en Racing Club Brussel tot Racing White. Straetmans speelde nog één seizoen voor de fusieploeg en zette daarna een punt achter zijn spelersloopbaan op het nationale niveau. In totaal speelde hij 273 wedstrijden in Tweede klasse en scoorde daarin 151 doelpunten waarmee hij vijftiende staat van de topschutters aller tijden van Tweede klasse.
Straetmans voetbalde daarna nog tot zijn 54ste bij Entente Bleu-Blanc, een ploeg uit de amateurbond ABSSA.